# Inessa Kaagman
Inessa Kaagman (Hoorn, 17 april 1996) is een Nederlands voetballer die sinds 1 november 2024 onder contract staat bij Ajax. Van 2020 tot 2022 stond ze onder contract bij Brighton & Hove Albion, dat uitkomt in de Super League, na twee jaar gespeeld te hebben voor Everton. Bij Brighton & Hove Albion speelde zij samen met Danique Kerkdijk. Daarnaast kwam ze uit voor het Nederlands vrouwenvoetbalelftal. Naast haar voetbalcarrière studeert Kaagman Geneeskunde aan de VU.

## Carrièrestatistieken
| Seizoen                    | Club                   | Land            | Competitie          | Competitie | Competitie | Beker | Beker | Internationaal | Internationaal | Overig | Overig | Totaal | Totaal |
| Seizoen                    | Club                   | Land            | Competitie          | Wed.       | Dlp.       | Wed.  | Dlp.  | Wed.           | Dlp.           | Wed.   | Dlp.   | Wed.   | Dlp.   |
| -------------------------- | ---------------------- | --------------- | ------------------- | ---------- | ---------- | ----- | ----- | -------------- | -------------- | ------ | ------ | ------ | ------ |
| 2013/14                    | Ajax                   | Nederland       | Women's BeNe League | 18         | 0          | –     | 0     | –              | –              | –      | –      | 18     | 0      |
| 2014/15                    | Ajax                   | Nederland       | Women's BeNe League | 11         | 2          | –     | 2     | –              | –              | –      | –      | 11     | 4      |
| 2015/16                    | Ajax                   | Nederland       | Eredivisie          | 24         | 4          | –     | 0     | –              | –              | –      | –      | 24     | 4      |
| 2016/17                    | Ajax                   | Nederland       | Eredivisie          | 26         | 2          | –     | 3     | –              | –              | –      | –      | 26     | 5      |
| 2017/18                    | Ajax                   | Nederland       | Eredivisie          | 23         | 7          | –     | 3     | 4              | 0              | –      | –      | 27     | 10     |
| 2018/19                    | Everton LFC            | Engeland        | Super League        | 19         | 4          | 3     | 1     | 0              | 0              | 0      | 0      | 22     | 5      |
| 2019/20                    | Everton LFC            | Engeland        | Super League        | 0          | 0          | 0     | 0     | 0              | 0              | 0      | 0      | 0      | 0      |
| 2020/21                    | Brighton & Hove Albion | Engeland        | Super League        | 22         | 8          | 0     | 0     | –              | –              | –      | –      | 22     | 8      |
| 2021/22                    | Brighton & Hove Albion | Engeland        | Super League        | 20         | 4          | 2     | 0     | –              | –              | –      | –      | 22     | 4      |
| 2022/23                    | PSV                    | Nederland       | Vrouwen Eredivisie  | 17         | 5          | 2     | 1     | –              | –              | –      | –      | 19     | 6      |
| 2023/24                    | PSV                    | Nederland       | Vrouwen Eredivisie  | 2          | 0          | 0     | 0     | –              | –              | –      | –      | 2      | 0      |
| 2024/25                    | PSV                    | Nederland       | Vrouwen Eredivisie  | 0          | 0          | 0     | 0     | –              | –              | –      | –      | 0      | 0      |
| 2024/25                    | Ajax                   | Nederland       | Vrouwen Eredivisie  | 10         | 0          | 0     | 0     | –              | –              | –      | –      | 10     | 0      |
| Carrière totaal            | Carrière totaal        | Carrière totaal | Carrière totaal     | 204        | 37         | 15*   | 3     | 4              | 0              | 0      | 0      | 224    | 41     |
| Bijgewerkt tot 6 juni 2025 |                        |                 |                     |            |            |       |       |                |                |        |        |        |        |

## Erelijst
Ajax
- Eredivisie: 2016/17
- KNVB beker: 2013/14, 2016/17

 Nederland onder 19
- Europees kampioenschap onder 19: 2014